# بریتیش ریل کلاس ۲۲۲
بریتیش ریل کلاس ۲۲۲ (انگلیسی: British Rail Class 222) یک قطار خودگرانشی دیزلی تندرو ساخت شرکت بمباردیه ترانسپورتیشن است.
این قطار که از سال ۲۰۰۳ تا ۲۰۰۵ تولید می‌شده دارای ۲۰۰ کیلومتر در ساعت سرعت نهایی و ۵۶۰ کیلووات توان خروجی است. 